# Ami-Ro Sköld
Ami-Ro Sköld, tidigare Hanna Sköld, född 1977, är en svensk filmregissör, manusförfattare och animatör. Hen har även gjort film under namnet Hanna Sköld.

## Biografi
Sköld växte upp på en gård i Bjärnum tillsammans med sex syskon. 1995 avslöjades grava missförhållanden i familjen efter att tre av barnen, inklusive Ami-Ro, flytt därifrån. Deras far höll familjen isolerad från omvärlden och barnen fick inte gå i skolan utan skulle jobba på gården och delta i faderns bibelstudier. Uppväxten präglades även av våld i hemmet och 1995 dömdes fadern i tingsrätten till fyra års fängelse för misshandel, grov misshandel och olaga frihetsberövande. Efter att Sköld flytt från gården levde hen som hemlös under ett halvår. Hen har berättat om sin uppväxt i Leone Miltons bok Instängda barn (2023).
Sköld är utbildad inom filmproduktion vid Skurups folkhögskola och Broby grafiska utbildning. Hen lade upp sin första långfilm Nasty old people (2009) på fildelningssidan The Pirate Bay 2010 vilket medförde att filmen fick en global spridning och mycket respons. År 2010 tilldelades hen Doris Filmgenipris. Sköld har arbetat med olika tekniker i sina filmer, i Nasty Old People använder hen papper och sax, och i kortfilmen Tantlängtan (2011) används modellera. Hilma (2015), som är en icke-animerad kortfilm, är hittills (2023) den enda film som Sköld inte skrivit själv. I Granny’s Dancing on the Table (2016) vävs spelfilm och animation ihop. Filmen, som tog två år att animera och delvis bygger på Skölds egen uppväxt, ledde till en guldbaggenominering för Sköld i kategorin Bästa regi vid Guldbaggegalan 2017.
År 2022 kom långfilmen Butiken, även den skapad med både leranimationer och verkliga personer, som skildrar en grupp butiksanställda i en mataffär, deras chef och en grupp hemlösa som slagit upp ett tältläger utanför affären. Filmen bygger delvis på Skölds egna erfarenheter av att arbeta som butikschef. Sköld nominerades återigen till en guldbagge för Bästa regi inför Guldbaggegalan 2024.
Sköld identifierar sig som ickebinär.

## Filmografi i urval
- 2009 – Nasty old people
- 2016 – Granny’s Dancing on the Table
- 2022 – Butiken